# Hugo Auvera
Hugo Auvera (* 23. Juni 1880 in Arzberg (Oberfranken); † 14. Dezember 1962 in Nürnberg) war ein deutscher Unternehmer, Corpsstudent und Freimaurer.

## Leben

### Familie
Hugo Auvera wurde am 23. Juni 1880 als Sohn des Porzellanfabrikbesitzers und Königlich Bayerischen Kommerzienrates Carl Auvera und seiner Frau Bertha, geb. Blechschmidt, als zweites von sechs Kindern in Arzberg/Oberfranken geboren.
Sein Vater entstammt dem Geschlecht „van der Auvera“, einer holländischen Bildhauer- und Adelsfamilie. Jacob van der Auvera folgte im Jahre 1672 einem Ruf an den Hof des Fürstbischofs von Würzburg und ließ sich dort nieder. Nachkommen wie Jacob, Johann und Lucas van der Auvera waren alle Künstler und Bildhauer am Würzburger Hof und maßgeblich am Neubau der Residenz unter Balthasar Neumann beteiligt. Ihre Namen erscheinen im 18. Jahrhundert immer wieder in den Geschichtsbüchern des Würzburger und Mainfränkischen Raumes in Verbindung mit Balthasar Neumann, Antonio Bossi, Johann Lucas von Hildebrandt, Robert de Cotte und Germain Boffrand. Dem Namen Auvera wurde in späterer Zeit das holländische „van der“ entfernt.

### Ausbildung und Beruf
Hugo Auvera besuchte die Volksschule in Arzberg, wechselte dann in die Oberrealschule nach Coburg und im Anschluss daran wurde er in das damalige Landschulheim Gumperda bei Kahla eingeschult, in dem er bis zur Obersekundareife blieb. Nach Erlangung des Reifezeugnisses 1896 begann er ein Studium am Technikum München, welches er jedoch nicht zum Abschluss brachte. Gleichzeitig mit dem Studienbeginn wurde er beim Corps Germania aktiv, dessen Mitglied er zeitlebens geblieben ist. Er diente von 1899 bis 1900 als junger Soldat beim 8. Feldartillerie-Regiment in Nürnberg und besuchte anschließend die Keramische Fachschule in Bunzlau/Schlesien erfolgreich. In den folgenden Jahren volontierte er in verschiedenen Porzellanfabriken, bis er im Jahre 1905 als Betriebsleiter in die Porzellanfabrik C.M. Hutschenreuther AG in Hohenberg an der Eger eintrat. Bis auf kurze Zeitabschnitte blieb Hugo Auvera der Hutschenreuther AG treu.
Im Ersten Weltkrieg diente er als Soldat an der Front, schied aber 1917 krankheitsbedingt aus der Armee aus.
Anfang der 1920er Jahre ergänzte er sein berufliches Wissen durch einen längeren Studienaufenthalt in den Vereinigten Staaten von Amerika. Er lernte dort die Herstellung von Jacket-Kronen kennen und setzte dieses Wissen nach seiner Rückkehr nach Deutschland in die Tat um.
Bis 1927 formte er als Generaldirektor die Firma Hutschenreuther in einen marktführenden Konzern um, in dem insgesamt über 4.000 Beschäftigte Arbeit fanden.
1927 legte Hugo Auvera seine Tätigkeit als Generaldirektor der Hutschenreuther AG nieder, trat in den Aufsichtsrat über und pachtete das Gut Steinfels in der Oberpfalz mit seinen Kaolingruben, Lithin- und Pegmatitvorkommen. 1937 kaufte er das Gut und bewirtschaftete es bis 1957. Nach dem Verkauf des Gutes an Wolff Freiherr von dem Bongart im selben Jahr übersiedelte Hugo Auvera nach Nürnberg, wo er seinen Lebensabend verbrachte und am 14. Dezember 1962 starb. Hugo Auvera wurde auf dem historischen St. Johannisfriedhof in Nürnberg beigesetzt.

### Gesellschaftliches Engagement
Hugo Auvera war Freimaurer und stand der Loge Albrecht Dürer in Nürnberg nahe. Nach seinem 80. Geburtstag am 23. Juni 1960 verfolgte er die Idee einer Stiftungsgründung mit Nachdruck und setzte sie kurz darauf in die Tat um. Er gründete zwei Stiftungen, eine in Bayreuth und eine weitere in Nürnberg. Der Stiftungszweck der HUGO AUVERA STIFTUNG Nürnberg lautet: „Die Stiftung verfolgt ausschließlich und unmittelbar mildtätige Zwecke durch einmalige oder laufende Unterstützung bedürftiger Mitglieder und bedürftiger Witwen und Waisen ehemaliger Mitglieder der Freimaurerloge „Albrecht Dürer“ e. V. in Nürnberg. Darüber hinaus können auch bedürftige Personen, die außerhalb dieses Kreises stehen, sowie Körperschaften, Anstalten usw. unterstützt werden.“

## Ehrungen
- Ehrenbürger der Stadt Hohenberg an der Eger
- Königlicher Kommerzienrat

| Personendaten    | Personendaten                                      |
| ---------------- | -------------------------------------------------- |
| NAME             | Auvera, Hugo                                       |
| KURZBESCHREIBUNG | deutscher Unternehmer, Freimaurer und Corpsstudent |
| GEBURTSDATUM     | 23. Juni 1880                                      |
| GEBURTSORT       | Arzberg (Oberfranken)                              |
| STERBEDATUM      | 14. Dezember 1962                                  |
| STERBEORT        | Nürnberg                                           |